# 19 de Abril
19 de Abril – miasto w Urugwaju, w departamencie Rocha.